# Melocactus macracanthos
Melocactus macracanthos là một loài thực vật có hoa trong họ Cactaceae. Loài này được (Salm-Dyck) Link & Otto mô tả khoa học đầu tiên năm 1827.